# Camera dei rappresentanti dell'Alaska
La Camera dei rappresentanti dell'Alaska è, insieme al Senato, una delle due camere del Legislatura statale dell'Alaska, l’assemblea legislativa dello stato. 
Essa è composta da 40 membri, ognuno dei quali rappresenta un distretto di circa 17.756 persone, secondo il censimento del 2010 e i membri svolgono il mandato per due anni, ma senza limiti per il numero di mandati possibili. 
Con 40 rappresentanti, la Camera dell'Alaska è la più piccola Camera bassa di un Parlamento di Stato negli Stati Uniti d'America. Essa ha sede nel Campidoglio di Juneau.